# Germà Negre
Germà Negre és un grup de música format a Banyoles l'any 2012. El seu estil és principalment el folk amb un aire clarament festiu.
D'aquesta manera, els cinc músics (quatre de Banyoles i un de Girona) que provenien d'estils i gèneres musicals molt diferents (clàssica, punk, rock, etc.) van iniciar el que actualment es coneix com a Germà Negre.
El mes de maig de 2015 van publicar el seu primer disc titulat Els àngels fan torrades a través de la discogràfica Halley Records. El dia 8 de maig van fer el concert de presentació del disc a la sala Music Hall de Barcelona.
El 23 d'abril de 2018 van publicar el seu segon disc titulat Molt de porc i poca salsitxa a través de la discogràfica Halley Records. El tercer disc, Kumbaià, una sàtira de les actituds més capitalistes de la societat, fou publicat l'abril de 2020.

## Discografia
- Els àngels fan torrades (Halley Records, 2015)[3]
- Molt de porc i poca salsitxa (Halley Records, 2018)[4][5]
- Kumbaià (EP; Halley Records, 2020)
- Picants, obscenes, amor i penes (EP; Halley Records, 2021)
- Puja aquí dalt i balla (Microscopi, 2024)[6]